# Cambeses (Barcelos)
Cambeses ist eine Gemeinde (Freguesia) im nordportugiesischen Kreis Barcelos.

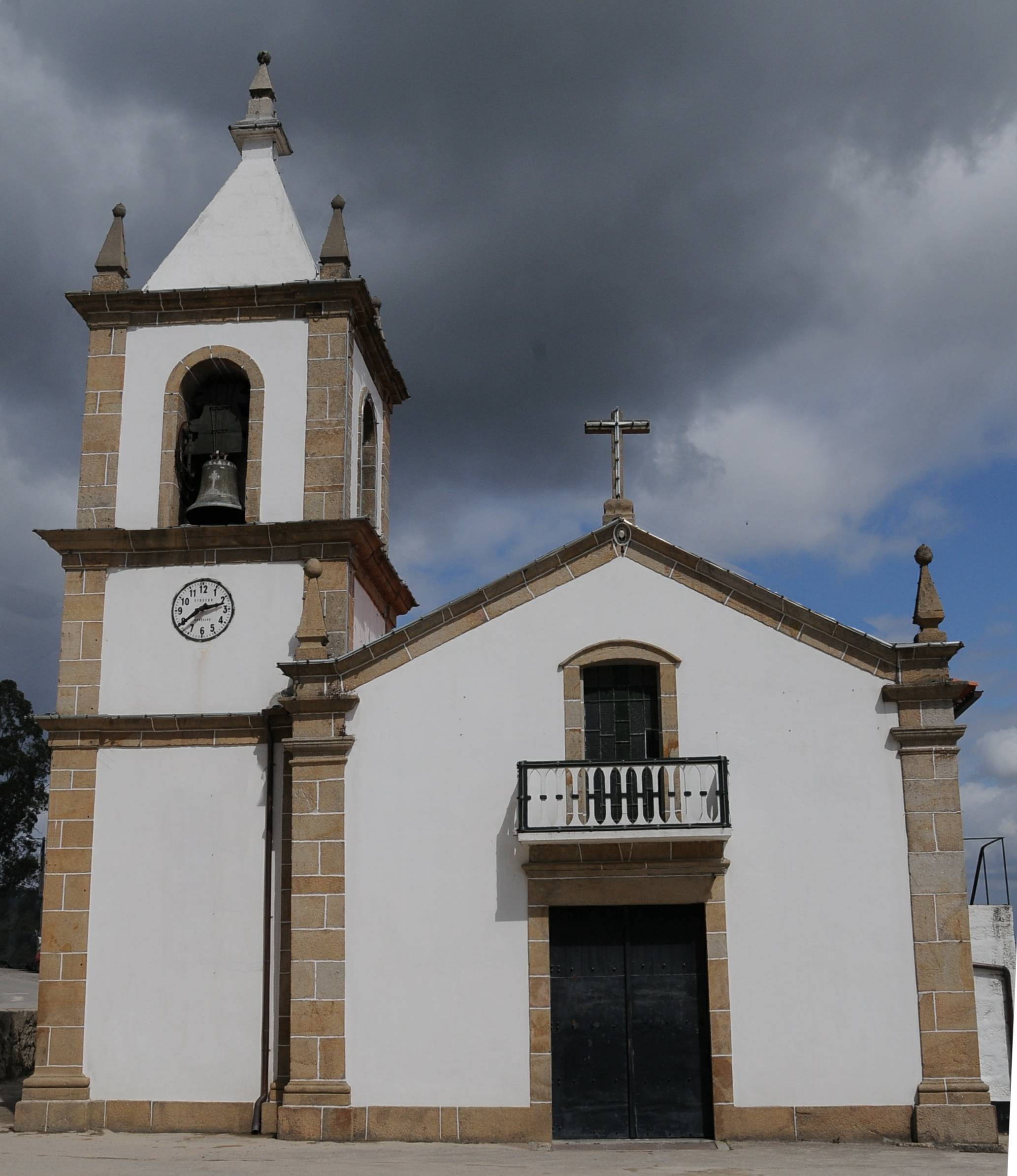
Kirche von Cambeses

 In ihr leben 1236 Einwohner (Stand 19. April 2021). Die Gemeinde liegt im Tal des Rio Este zwischen den Städten Braga, Barcelos und Vila Nova de Famalicão.